# Fargo (film)
Fargo è un film del 1996 scritto, montato, prodotto e diretto dai fratelli Coen. Presentato al 49º Festival di Cannes, dove ha vinto il premio per la miglior regia, ha anche vinto due Premi Oscar, per la miglior sceneggiatura originale e per la miglior attrice protagonista, Frances McDormand. Gli altri protagonisti del film sono William H. Macy, Steve Buscemi e Peter Stormare.
Nel 2006 è stato scelto per essere conservato nel National Film Registry della Biblioteca del Congresso degli Stati Uniti, archivio di pellicole ritenute culturalmente, storicamente o esteticamente rappresentative. Nel 2014 ha ispirato la produzione dell'omonima serie televisiva Fargo, per la quale i fratelli Coen figurano come co-produttori esecutivi.

## Trama
(Tagline del film)
Minnesota, inverno del 1987. Jerry Lundegaard è un venditore di Oldsmobile di Minneapolis con il pallino degli affari, ma con diversi problemi economici. Per risollevare la sua situazione finanziaria, decide di inscenare il rapimento della moglie Jean Gustafson, così da costringere il suocero Wade, titolare della concessionaria, a pagare il riscatto. Su suggerimento del meccanico nativo americano Shep Proudfoot (che in passato ha avuto qualche problema con la legge), Jerry si reca in un bar di Fargo, nel confinante Dakota del Nord, per ingaggiare due sicari, Gaear Grimsrud e Carl Showalter, ai quali promette un'auto e la metà del riscatto di 80.000 dollari. 
Gaear e Carl si rivelano abbastanza maldestri, ma riescono comunque a rapire Jean. Jerry comincia allora la messa in scena col suocero, al quale riferisce che la somma richiesta dai rapitori è di un milione di dollari. Wade si mostra subito ostinato a voler prendere in mano la situazione, poiché non si fida del genero e tiene al suo denaro quanto alla figlia, ma Jerry riesce comunque a portare avanti la trattativa personalmente e senza avvisare la polizia, grazie all’appoggio temporaneo di Stan Grossman, il commercialista del suocero. Nel frattempo, il rapimento prende una piega inaspettata: Gaear e Carl, in viaggio con l'ostaggio nell'auto fornita da Jerry (fatta sparire di nascosto, senza targa, dalla concessionaria), vengono fermati da una pattuglia della polizia nei pressi di Brainerd. Senza pensarci troppo, Gaear uccide l'agente e due testimoni che avevano assistito alla scena.
Sugli omicidi comincia a investigare Marge Gunderson, capo della polizia locale al settimo mese di gravidanza, che si rivela particolarmente perspicace. Dopo aver appurato che l’auto degli assassini doveva essere senza targa ed interrogato due prostitute che avevano passato la notte con Gaear e Carl, le indagini la portano a Shep, a causa di una telefonata che l'uomo aveva ricevuto da Carl. Marge si reca a Minneapolis per incontrare Shep e riesce anche a parlare con Jerry, al quale chiede se dalla concessionaria sia per caso sparita un'auto, ma per il momento non ricava alcuna informazione. Carl viene brutalmente percosso da Shep, furioso per la visita della poliziotta, dopodiché telefona a Jerry, ordinando di consegnargli immediatamente il denaro, in un parcheggio. All’appuntamento si presenta però Wade, deciso ad agire di sua iniziativa, che rifiuta di consegnare il denaro, non vedendo sua figlia. Carl lo uccide, rimanendo ferito al volto e scopre che il denaro è molto di più di quello che si aspettava. Seppellisce quindi la maggior parte della somma vicino a una strada secondaria, marcando il punto con un raschiaghiaccio e ritorna a Moose Lake, dove Gaear è rimasto solo con l'ostaggio.
Un incontro con un vecchio compagno di scuola di origine giapponese risulta illuminante per Marge, la quale inizia a sospettare che Jerry le abbia mentito e torna nuovamente alla concessionaria. Pensando di essere in trappola quando Marge chiede di vedere Wade, Jerry entra nel panico e, con una scusa, riesce a svignarsela. Carl ha intanto raggiunto il suo compare e scopre che Gaear ha ucciso Jean, per il semplice motivo che non smetteva di gridare e agitarsi. Nella disputa che segue su chi debba prendere l'unica auto in loro possesso, Gaear uccide anche Carl con un badile prendendolo di sorpresa. Sulla via di ritorno Marge, mentre si trova al telefono, riconosce l'auto senza targa incriminata e, decisa a dare un'occhiata, scopre Gaear che si sta sbarazzando del cadavere di Carl con una cippatrice. Gaear cerca di scappare, ma Marge lo ferma sparandogli ad una gamba e arrestandolo. Nel frattempo anche Jerry viene arrestato, in un motel nei pressi di Bismarck dove si era rifugiato sotto falso nome.
Marge riprende così la sua tranquilla vita di tutti i giorni, col marito Norm, in attesa della fine della gravidanza.

## Produzione

### Sceneggiatura
All'inizio del film compare la scritta: «Quella che vedrete è una storia vera - I fatti esposti nel film sono accaduti nel 1987 nel Minnesota. Su richiesta dei superstiti, sono stati usati dei nomi fittizi. Per rispettare le vittime tutto il resto è stato fedelmente riportato».
In realtà la trama di Fargo è totalmente fittizia, tant'è che alla fine dei titoli di coda si legge:
I fratelli Coen sostengono comunque che molti degli eventi che si svolgono nel film si basano su episodi realmente accaduti che i due cineasti hanno raccolto e messo insieme per costruire un'unica storia. Joel Coen ha detto: «Noi non eravamo interessati a questo tipo di fedeltà. Gli eventi di base sono gli stessi che sono realmente accaduti anche se le caratterizzazioni sono totalmente inventate». Il regista ha poi osservato che «se il pubblico crede che una cosa sia basata su un evento reale, questo ti dà il permesso di fare cose che altrimenti la gente non potrebbe accettare». Stando alle affermazioni dei fratelli Coen, gli omicidi hanno effettivamente avuto luogo, ma non nel Minnesota.
Tra le curiosità citate nell'edizione speciale di Fargo uscita in versione DVD, c'è la rivelazione che il caso da cui il film ha tratto maggiormente ispirazione è quello di una donna del Connecticut, Helle Crafts, che nel 1986 è stata uccisa dal marito Richard, il quale si è poi sbarazzato del cadavere utilizzando una cippatrice. Un'altra curiosità è che in una scena del film, ripresa all'interno di un locale, Carl Showalter afferma che colui che sta cantando come ospite della serata è José Feliciano, cosa che in effetti corrisponde al vero dato che in precedenza viene inquadrata la locandina dello show.
Non è chiaro perché Jerry Lundegaard sia così fortemente indebitato nel film, è plausibile che il rapimento della moglie sia soltanto uno dei mezzi di cui Jerry si serve per accumulare soldi: nel film si parla di un affare che propone al suocero e di un finanziamento ottenuto da una banca (tra l'altro in modo fraudolento), che risulterebbero essere le altre due strade intraprese per ottenere del denaro.
Il personaggio di Carl Showalter viene descritto come un uomo "piccolo" e "di bassa statura". Steve Buscemi è alto in realtà 175 cm, quella che risulterebbe un'altezza media, ma è presumibile che nelle zone del Dakota del Nord e del Minnesota l'altezza media per un uomo si aggiri sui 180 cm.

### Riprese
Nonostante il titolo (Fargo si trova nella parte più orientale del Dakota del Nord), la pellicola è stata girata in gran parte nel Minnesota, tra Minneapolis, St. Louis Park, Stillwater e Edina ad eccezione delle scene all'inizio e alla fine del film che si svolgono effettivamente nel Dakota del Nord. Di fatto però, nessuna ripresa è stata realmente effettuata nella città di Fargo. Tra l'altro, l'inverno particolarmente mite del 1995 ha costretto la troupe a spostare continuamente i luoghi delle riprese tra Minnesota, Dakota del Nord e Canada nella ricerca di ambientazioni in cui ci fosse ancora la neve. Ciò nonostante, in alcune scene è stato fatto ricorso alla neve artificiale.

## Colonna sonora
Come per tutti i film dei fratelli Coen, ad eccezione di Fratello, dove sei?, la colonna sonora di Fargo è stata composta dal musicista Carter Burwell. Il tema principale del film trae spunto dalla canzone folk norvegese intitolata The Lost Sheep (Den Bortkomne Sauen nella versione originale). Tra le altre canzoni che si ascoltano in Fargo, Big City dell'artista californiano Merle Haggard e una versione live di Let's Find Each Other Tonight di José Feliciano. Nessuna delle due canzoni è comunque presente nella colonna sonora, uscita il 28 maggio 1996 per l'etichetta TVT Records e comprendente anche brani dal film Barton Fink - È successo a Hollywood, sempre dei fratelli Coen.

### Tracce
Tutti i brani sono stati composti da Carter Burwell.
1. Fargo, North Dakota – 2:47
2. Moose Lake – 0:41
3. A Lot of Woe – 0:49
4. Forced Entry – 1:23
5. The Ozone – 0:57
6. The Trooper's End – 1:06
7. Chewing on it – 0:51
8. Rubbernecking – 2:04
9. Dance of the Sierra – 1:23
10. The Mallard – 0:58
11. Delivery – 4:46
12. Bismarck, North Dakota – 1:02
13. Paul Bunyan – 0:35
14. The Eager Beaver – 3:10
15. Brainerd Minnesota – 2:40
16. Safe Keeping – 1:41
dalla colonna sonora di Barton Fink - È successo a Hollywood:
17. Fade In - 1:08
18. Big Shoes - 1:33
19. Love Theme from Barton Fink - 1:21
20. Barton in Shock - 1:57
21. Typing Montage - 2:11
22. The Box - 3:05
23. Barton in Flames - 0:57
24. Fade Out—The End - 3:37

## Accoglienza

### Critica
Fargo ha ottenuto critiche positive, talvolta entusiastiche, sia in patria che fuori dagli Stati Uniti. Secondo il critico statunitense Roger Ebert, che lo definisce «uno dei migliori film che abbia mai visto», «guardarlo significa sperimentare un piacere in costante crescita perché si capisce che i due cineasti si sono assunti dei rischi enormi [...] e hanno realizzato un film che è nel contempo originale e familiare come una vecchia scarpa». Oltre al lavoro dei fratelli Coen, anche il giudizio sugli interpreti è molto positivo: «Macy, che ha già interpretato venditori e truffatori in passato (è un veterano dei lavori di David Mamet), trova la nota giusta proprio nelle scene nello showroom. È affascinante guardarlo in azione provare a costruire faticosamente una bugia». Anche la performance di Frances McDormand (che ha ricevuto ben 16 riconoscimenti in tutto il mondo, compreso l'Oscar) «è vera in ogni singolo momento e tuttavia astutamente, placidamente sopra le righe nel suo effetto globale». Anche Leonard Klady di Variety elogia il cast: «Sebbene McDormand, Macy e Buscemi abbiano poche scene girate insieme, i tre attori lavorano come un insieme unico. Il trio e Stormare vanno alla ricerca di una semplice e naturale qualità sotto gli abiti dei loro personaggi. Ci sono anche notevoli supporti da parte dei troppo a lungo assenti (dallo schermo) Harve Presnell, nei panni del duro suocero di Jerry, e Steve Park, un ex compagno di classe di Marge».
Anche in Italia le critiche al film sono state estremamente positive. Dal Morandini 2007: «Uno dei migliori film dei fratelli Coen [...] il più classico almeno nella forma, pur essendo impregnato di quell'umorismo macabro che è il loro marchio di fabbrica». Tullio Kezich sul Corriere della Sera del 15 maggio 1996 ha definito Fargo «una straordinaria tragicommedia dove le più svariate e raffinate componenti intellettuali si innestano su una trama di genere». Critiche positive sono state espresse anche dalla giornalista Lietta Tornabuoni su La Stampa: «Tutto è bello nel film molto riuscito: il rapimento confuso e poi l'abbandono della rapita, buttata sul pavimento come un cane schiacciato sull'autostrada; le esplosioni di violenza, il gangster ferito che cerca di tamponare il sangue con la carta igienica, le uccisioni a colpi di pala in testa, l'avarizia del ricco, le facce dei vinti, lo sguardo affettuoso e spietato dei Coen sulla gente normale».
Il film è stato interpretato dalla critica secondo diverse chiavi di lettura, incluse quella teologica. Secondo Mary Ann Beavis, ad esempio, il film sarebbe considerabile come "un morality play - un dramma allegorico in cui le virtù personificate, i vizi e altre astrazioni sono personaggi. [...] temi e valori biblici informano un film apparentemente secolare come Fargo in modi più sottili, ma forse più profondi, di quanto appaiono nei film del genere epico biblico". I criminali Showalter, Grimsrud e Lundegaard personificherebbero almeno sei dei sette peccati capitali. Al contrario, la protagonista Marge Gunderson, rappresenterebbe la maggior parte delle sette virtù morali: "le virtù dell'amore, della gentilezza e della generosità si giocano nell'intima relazione di Marge con il coniuge e nell'attesa amorevole della coppia per la nascita del figlio". Nello specifico, Marge rappresenta la Legge (Torah), tema centrale della Bibbia ebraica. Nella teologia della Torah, la legge non è soltanto un insieme di regole, ma un vero e proprio stile di vita prescritto da Dio. L’uomo deve seguirlo o ne deriverà un disastro, per il singolo e per la comunità. Marge applica ‘la legge di Dio, basata sulla Bibbia. Marge non è solo un competente capo della polizia, ma ha un'acuta mente forense. La sua analisi della scena del crimine del triplice omicidio è rapida e incisiva, è una detective di talento e un'interrogatrice efficace e perspicace. Insegue e arresta il criminale violento Grimsrud senza mostrare spavalderia e utilizza il minimo di violenza’. Legato alla Torah è il tema della saggezza divina, che si può identificare proprio in Marge. Nell’Antico Testamento, infatti, la saggezza divina viene personificata nella figura di una donna, primogenita di Dio, predicatrice e insegnante di saggezza: "la tradizione della saggezza riconosce anche che ci sono ingiustizie nell'esistenza umana che vanno oltre l'intelletto umano. […] Come Giobbe, Marge ammette che le sorgenti del male sono in definitiva misteriose e inspiegabili dalla ragione umana e dalla decenza quotidiana".
J. Madison Davis legge invece Fargo in relazione al cinema dei fratelli Coen in generale. Come spesso accade negli altri film dei due registi-sceneggiatori, i protagonisti di Fargo sono "adorabili idioti che si ritrovano coinvolti in varie imprese criminali. Come la maggior parte degli eroi noir, essi non hanno modo di sfuggire al loro destino, ma la loro ingiustificata fede nella propria intelligenza erode le implicazioni tragiche solitamente al centro delle narrazioni noir. Il pubblico può permettersi di ridere di questi personaggi, evitando forse così di pensare come tutti noi siamo soggetti a simili debolezze e sfortune". Secondo Davis, il caso di Fargo mostra inoltre come l’umorismo dei Coen sia particolarmente adatto al genere dei caper movies, tradizionalmente incentrato su figure di personaggi socialmente marginali che cercano il proprio riscatto sociale attraverso l'esecuzione di elaborati piani di rapina.

## Riconoscimenti
Fargo è stato proiettato in molti festival cinematografici tra cui il Pusan International Film Festival in Corea del Sud, il Karlovy Vary International Film Festival nella Repubblica Ceca, il Napoli Film Festival e soprattutto il Festival di Cannes 1996 nel quale Joel Coen si è aggiudicato il premio per il miglior regista. Alla 69ª edizione degli Oscar (1997), Fargo ha vinto due statuette, per la migliore sceneggiatura originale e per la miglior attrice protagonista (Frances McDormand). Tra gli altri numerosi premi vinti il premio BAFTA per il miglior regista e il Saturn Award per il miglior film d'azione/avventura/thriller.
Nel 1998 l'American Film Institute l'ha inserito all'ottantaquattresimo posto della classifica dei migliori cento film statunitensi di tutti i tempi.
Nel 2000 l'American Film Institute l'ha inserito al novantatreesimo posto della classifica delle cento migliori commedie americane di tutti i tempi.
- 1997 - Premio Oscar
  - Miglior attrice protagonista a Frances McDormand
  - Migliore sceneggiatura originale a Joel ed Ethan Coen
  - Candidatura Miglior film a Joel ed Ethan Coen
  - Candidatura Migliore regia a Joel ed Ethan Coen
  - Candidatura Miglior attore non protagonista a William H. Macy
  - Candidatura Migliore fotografia a Roger Deakins
  - Candidatura Miglior montaggio a Joel ed Ethan Coen
- 1997 - Golden Globe
  - Candidatura Miglior film commedia o musicale
  - Candidatura Migliore regia a Joel Coen
  - Candidatura Miglior attrice in un film commedia o musicale a Frances McDormand
  - Candidatura Migliore sceneggiatura a Joel ed Ethan Coen
- 1997 - Premio BAFTA
  - Migliore regia a Joel Coen
  - Candidatura Miglior film a Joel ed Ethan Coen
  - Candidatura Miglior attrice protagonista a Frances McDormand
  - Candidatura Migliore sceneggiatura originale a Joel ed Ethan Coen
  - Candidatura Migliore fotografia a Roger Deakins
  - Candidatura Miglior montaggio a Joel ed Ethan Coen
- 1996 - Festival di Cannes
  - Migliore regia a Joel ed Ethan Coen
  - Candidatura Palma d'oro a Joel Coen
- 1997 - Independent Spirit Awards
  - Miglior film
  - Miglior regia a Joel ed Ethan Coen
  - Miglior attore protagonista a William H. Macy
  - Miglior attrice protagonista a Frances McDormand
  - Miglior sceneggiatura a Joel ed Ethan Coen
  - Miglior fotografia a Roger Deakins
- 1997 - Satellite Award
  - Miglior film drammatico
  - Migliore regia a Joel ed Ethan Coen
  - Miglior attrice in un film drammatico a Frances McDormand
  - Candidatura Miglior attore in un film drammatico a William H. Macy
  - Candidatura Miglior attore non protagonista in un film drammatico a Steve Buscemi
  - Candidatura Migliore sceneggiatura originale a Joel ed Ethan Coen
  - Candidatura Miglior montaggio a Joel ed Ethan Coen
- 1997 - Saturn Award
  - Miglior film d'azione/di avventura/thriller
  - Candidatura Miglior regia a Joel ed Ethan Coen
  - Candidatura Miglior attrice protagonista a Frances McDormand
- 1997 - Screen Actors Guild Award
  - Miglior attrice protagonista a Frances McDormand
  - Candidatura Miglior attore non protagonista a William H. Macy
- 1997 - Critics' Choice Movie Award
  - Miglior film
  - Miglior attrice protagonista a Frances McDormand
- 1997 - Premio Chlotrudis
  - Miglior regia a Joel ed Ethan Coen
  - Miglior attrice protagonista a Frances McDormand
  - Candidatura Miglior film
  - Candidatura Miglior attore protagonista a William H. Macy
- 1997 - Directors Guild of America
  - Candidatura Miglior regia a Joel Coen
- 1997 - Writers Guild of America Award
  - Miglior sceneggiatura originale a Joel ed Ethan Coen
- 1996 - National Board of Review Award
  - Migliori dieci film
  - Migliore regia a Joel ed Ethan Coen
  - Miglior attrice protagonista a Frances McDormand
- 1996 - Artios Award
  - Miglior casting per un film commedia a John S. Lyons
- 1997 - Eddie Award
  - Candidatura Miglior montaggio a Joel ed Ethan Coen
- 1996 - New York Film Critics Circle Award
  - Miglior film
  - Candidatura Miglior attrice protagonista a Frances McDormand
- 1996 - Los Angeles Film Critics Association Award
  - Miglior sceneggiatura a Joel ed Ethan Coen
  - Candidatura Miglior film
  - Miglior regista a Joel ed Ethan Coen
  - Candidatura Miglior attrice protagonista a Frances McDormand
- 1997 - Kansas City Film Critics Circle Award
  - Migliore regia a Joel ed Ethan Coen
  - Miglior attrice protagonista a Frances McDormand
- 1996 - Chicago Film Critics Association
  - Miglior film
  - Miglior regia a Joel ed Ethan Coen
  - Migliore attrice protagonista a Frances McDormand
  - Migliore sceneggiatura originale a Joel ed Ethan Coen
  - Miglior colonna sonora originale a Carter Burwell
  - Candidatura Miglior attore protagonista a William H. Macy
  - Candidatura Miglior attore non protagonista a Steve Buscemi
- 1996 - San Diego Film Critics Society Awards
  - Miglior film
  - Miglior regia a Joel ed Ethan Coen
  - Miglior attrice protagonista a Frances McDormand
- 1997 - Southeastern Film Critics Association Awards
  - Miglior film
  - Miglior attrice protagonista a Frances McDormand
- 1997 - Florida Film Critics Circle Awards
  - Miglior film
  - Miglior regia a Joel ed Ethan Coen
  - Miglior attrice protagonista a Frances McDormand
  - Miglior sceneggiatura a Joel ed Ethan Coen
  - Candidatura Miglior attore non protagonista a William H. Macy
- 1996 - Society of Texas Film Critics Awards
  - Miglior film
  - Miglior attrice protagonista a Frances McDormand
- 1997 - London Critics Circle Film Awards
  - Film dell'anno
  - Regista dell'anno a Joel ed Ethan Coen
  - Attrice dell'anno a Frances McDormand
  - Sceneggiatore dell'anno a Joel ed Ethan Coen
- 1997 - Empire Awards
  - Miglior attrice protagonista a Frances McDormand
- 1997 - Premio César
  - Candidatura Miglior film straniero a Joel ed Ethan Coen
- 1997 - Film Critics Circle of Australia
  - Miglior film straniero
- 1997 - Premio Bodil
  - Miglior film statunitense a Joel ed Ethan Coen
- 1997 - Sant Jordi Awards
  - Miglior attore straniero a Steve Buscemi
- 1997 - Cinema Writers Circle Awards
  - Miglior film straniero
- 1997 - MTV Movie Award
  - Candidatura Miglior coppia a Steve Buscemi e Peter Stormare
- 1999 - Golden Trailer Awards
  - Candidatura Miglior trailer del decennio
- 1997 - American Comedy Awards
  - Attrice più divertente a Frances McDormand
- 1997 - American Society of Cinematographers
  - Candidatura Miglior fotografia a Roger Deakins
- 1996 - AACTA Awards
  - Miglior film straniero a Joel ed Ethan Coen